# Orthostase
Unter Orthostase (altgriechisch ὀρθός orthos, deutsch ‚aufrecht‘ und στάσις stasis, deutsch ‚das Stehen‘, ‚Stellung‘) versteht man in der Medizin die aufrechte Körperhaltung. Es wird auch als Kurzform für das Orthostase-Syndrom (auch orthostatische Dysregulation) verwendet. Die orthostatische Hypotonie ist eine bei Wechsel in die aufrechte Körperlage auftretende Regulationsstörung des Blutdrucks. Es kommt dabei zum Schwindelgefühl, Ohrensausen, herabgesetzter körperlicher und geistiger Leistungsfähigkeit und schlimmstenfalls zur Synkope.
Als orthostatische Anpassung oder Orthostase-Reaktion bezeichnet man die Fähigkeit des menschlichen Körpers, den Blutdruck und somit das Kreislaufsystem in aufrechter Lage (Sitzen oder Stehen) anzupassen.
Bei längerem bewegungslosem Hängen in einem Auffanggurt kommt es zum Kreislaufzusammenbruch bis hin zur Bewusstlosigkeit und Tod. Dieses Bild wird als Hängetrauma (Orthostatischer Schock) bezeichnet.
Ein Test zur derzeitigen Fitness ist der Orthostatische Herzfrequenztest.